# Seljavallalaug
Seljavallalaug je bazen na prostem na južni Islandiji. Zgrajen je bil leta 1923 in je najstarejši plavalni bazen na Islandiji. Nahaja se ob vznožju masiva Eyjafjöll okoli tri kilometre daleč od islandske krožne ceste, napajajo pa ga potoki, ki pritekajo po pobočjih hribov, od katerih so nekateri geotermalno segreti.

## Zgodovina
Pobudnik izgradnje je bil Björn J. Andrésson, ki je bil zadolžen za poučevanje športa in plavanja. S pomočjo bližnjih prebivalcev, ki so pri gradnji pomagali v zameno za brezplačne učne ure plavanja, je bil leta 1922 iz kamna in ruše napravljen prvi bazen, ki je v dolžino meril 9 metrov in v širino 4 do 5 metrov. Leto kasneje je bil na njegovem mestu zgrajen današnji bazen, ki je s treh strani zajezen z betonom, na četrti pa oprt ob skalno steno.
Leta 1927 so bili uvedeni tečaji plavanja v tem bazenu kot del obveznega šolskega programa. S svojimi 25 metri dolžine in 10 metri širine je bil Seljavallalaug največji plavalni bazen na Islandiji vse do leta 1936.
Seljavallalaug je bil z leti opuščen in nadomestil ga je sodobnejši bazen, zgrajen nekoliko bliže glavni cesti. Leta 1998 so ga temeljito obnovili in danes je Seljavallalaug priljubljena turistična zanimivost, v kateri se je mogoče brezplačno in na lastno odgovornost tudi kopati. Bazen se čisti enkrat na leto.
Izbruh ognjenika Eyjafjallajökull leta 2010 je bazen napolnil s pepelom. Poleti leta 2011 so ga prostovoljci očistili z nakladalniki in bagri.